# James Patrick Dutton

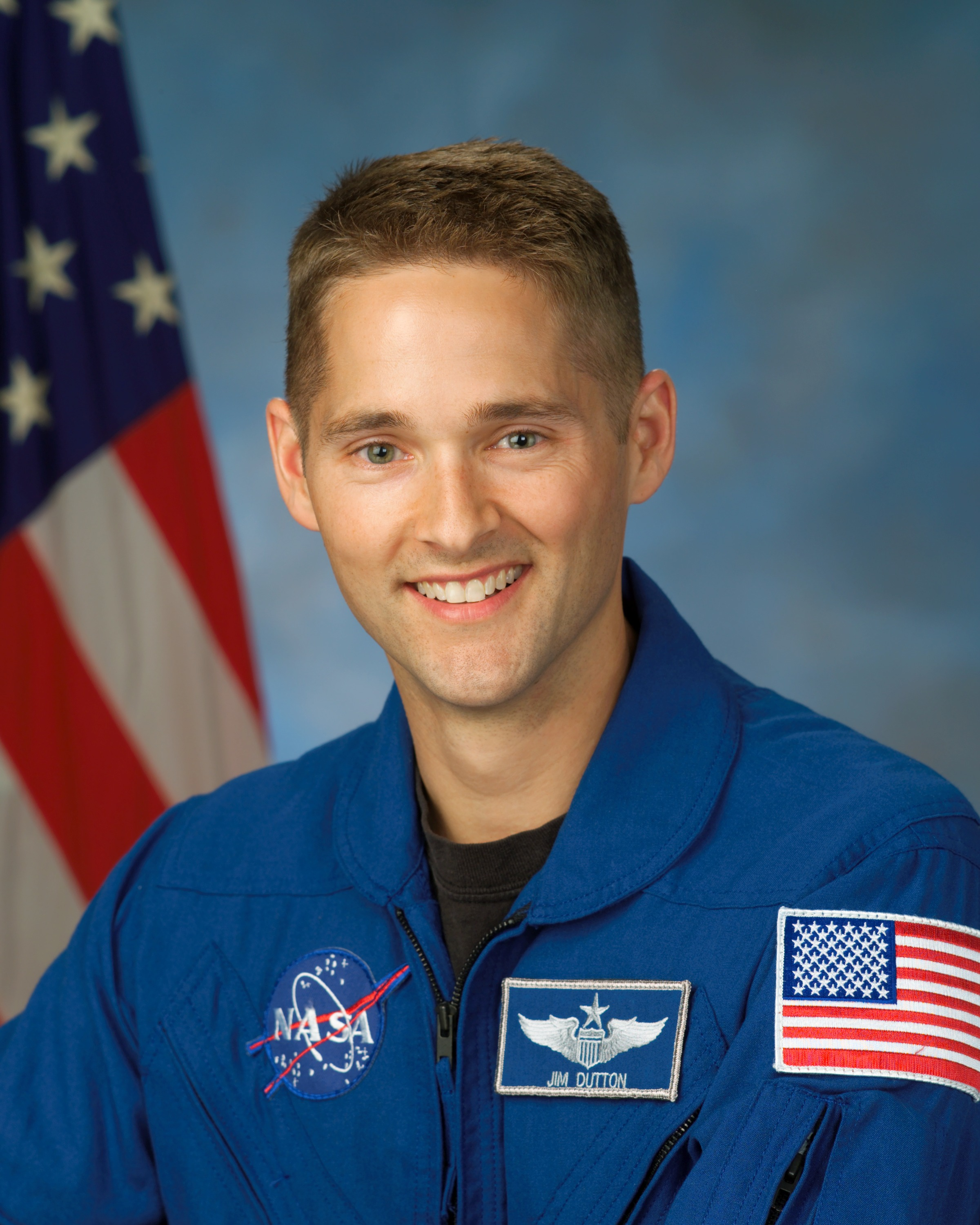
James Patrick Dutton

James Patrick Dutton (Eugene, Oregon, 1968. november 20. –) amerikai űrhajós, ezredes.

## Életpálya
1991-ben a Haditengerészeti Akadémián (USAF Academy) légiforgalmi mérnöki oklevelet szerzett. Szolgálati repülőgépe az F–15C volt. 1994-ben a Washington Egyetemen űrhajózási technikából megvédte diplomáját. 1995-1998 között Angliában a RAF oktató pilótája. Az Észak-Iraki hadműveletekben légi fölény támogatóként 100 harci bevetésen vett részt.
1998-ban tesztpilóta kiképzésben részesült. Az F–15 repülőgép, majd az F–22 Raptor (350 órában) típusait (elektronika, fegyverzet) vezette, tesztelte. Több mint 3300 órát tartózkodott a levegőben, több mint 30 különböző repülőgépet vezetett, illetve tesztelt.
2004. május 6-tól a Lyndon B. Johnson Űrközpontban részesült űrhajóskiképzésben. Egy űrszolgálata alatt összesen 15 napot, 2 órát, 47 percet, és 10 másodpercet (362 óra) töltött a világűrben. Űrhajós pályafutását 2012 júniusában fejezte be.

## Űrrepülések
STS–131, a Discovery űrrepülőgép 38. repülésének pilótája. A Leonardó Multi-Purpose Logistics Module (MPLM) űreszközzel felszerelést, utánpótlást szállítottak. A Leonardó nem tér vissza a Földre, raktárként szolgál az űrállomáson.  Első űrszolgálata alatt összesen 15 napot, 2 órát, 47 percet, és 10 másodpercet (362 óra) töltött a világűrben. 10 029 810 kilométert (6 232 235 millió mérföldet) repült, 238 alkalommal kerülte meg a Földet.